# Église Saint-Pantaléon de Ljubačevo
Pour les articles homonymes, voir Église Saint-Pantaléon.
L'église Saint-Pantaléon (en serbe cyrillique : Храм Светог Пантелејмона ; en serbe latin : Hram Svetog Pantelejmona) est située en Bosnie-Herzégovine, sur le territoire du village de Ljubačevo et sur celui de la Ville de Banja Luka. Cette église a été construite en 1939.